# Meyerheim
Meyerheim (også kaldet Talkshowet Meyerheim) var et talkshow med Michael Meyerheim, der blev produceret af Skandinavisk Film Kompagni sendt på TV 2 Charlie mellem 2006 og 2017. Programmet havde premiere den 20. september 2006
og havde sidste udsendelse den 19. april 2017.
Der blev i alt lavet 159 udsendelser.